# صندوق ليبيا للمساعدات والتنمية في إفريقيا
صندوق ليبيا للمساعدات والتنمية هو إحدى المؤسسات التابعة لرئاسة الوزراء، تأسس في شهر مايو من عام 2007 بموجب قرار اللجنة الشعبية العامة (مجلس الوزراء سابقا) رقم 374 لسنة 2007. يعمل على تقديم المساعدة إلى الدول الصديقة والشقيقة في شقيها الإغاثي والتنموي، وتُخصص له موازنات سنوية ضمن ميزانية الدولة.يقع مقره في طرابلس (شارع بن عاشور) ويدار بمجلس إدارة يتكون من رئيس ومدير عام وأربعة أعضاء.